# Ганзен, Цецилия Генриховна
Цеци́лия Ге́нриховна Га́нзен (в замужестве — Заха́рова; 4 (16) февраля 1897 — 27 июля 1989) — русская и германская скрипачка и музыкальный педагог.

## Биография

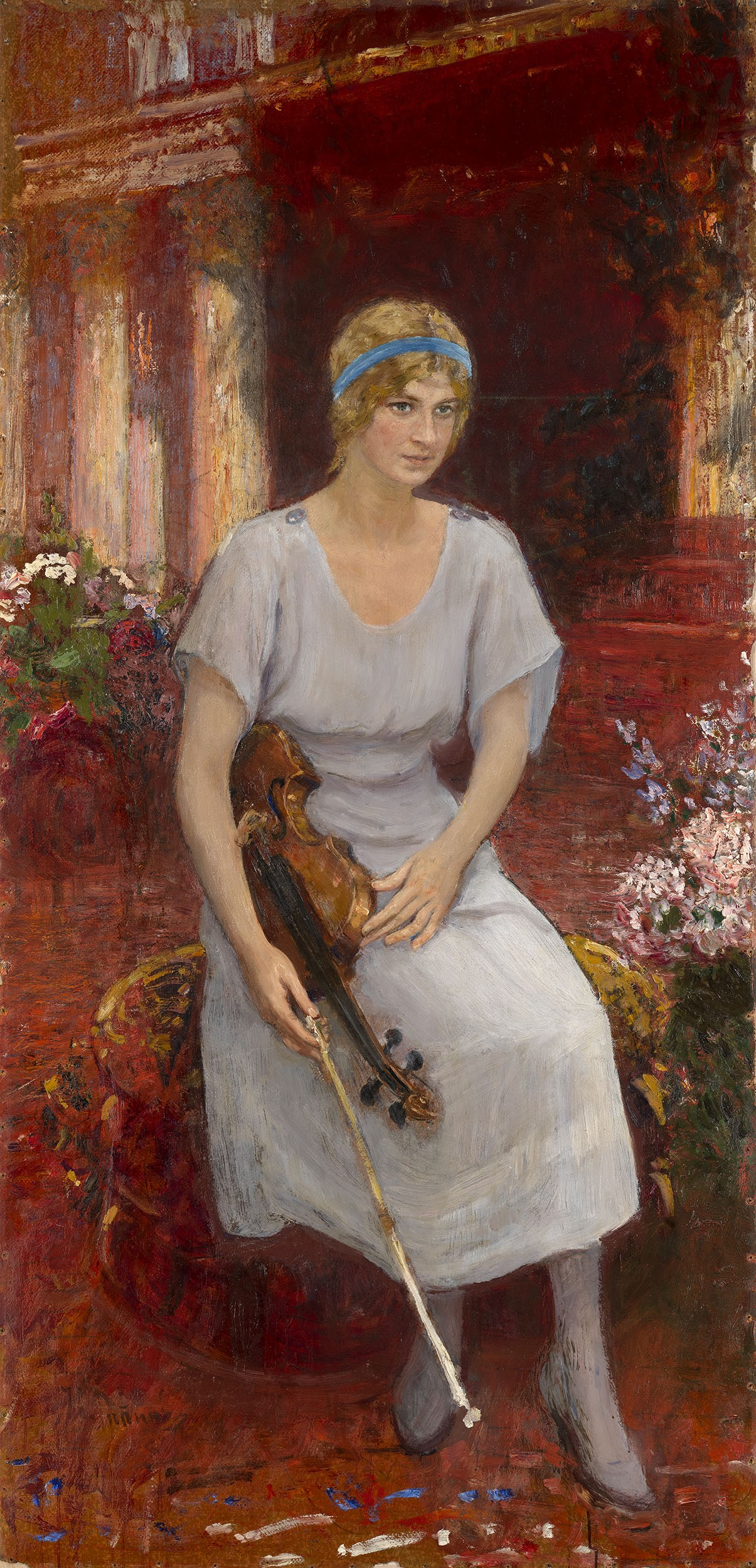
Портрет Цецилии работы Ильи Репина

Родилась 4 (16) февраля 1897 года в станице Каменская Области Войска Донского.
Отец Цецилии, датчанин по происхождению, был преподавателем музыки, её сестра — Фрида (род. 1893) хорошо играла на фортепиано. Цецилия сначала тоже тяготела к фортепиано, но в три с половиной года переключилась на скрипку. Видя незаурядные способности дочери, в десять лет отец привёз Цецилию в Санкт-Петербург, где она стала учиться в консерватории у Леопольда Ауэра.
В 1910 году у Цецилии состоялся концертный дебют, и она выиграла несколько первых мест в конкурсах, выступая с концертами Бетховена, а в 1914 году получила солидную сумму — 1200 рублей от Фонда Антона Рубинштейна. Однако планы на гастрольную деятельность не осуществились — началась Первая мировая война.
В 1916 году Цецилия познакомилась с пианистом Борисом Захаровым (1888—1943) — учеником Римского-Корсакова и А. Н. Есиповой, а также близким другом Сергея Прокофьева. В этом же году они поженились и отправились в первое совместное турне по Скандинавии, а в 1917 году у них родилась дочь Татьяна («Татиша», в замужестве — Татьяна Бехр, умерла в 2006 году).
До своего окончательного выезда за границу в 1921 году Захаровы жили в Санкт-Петербурге. В это время они сблизились со многими известными людьми, среди которых был художник И. Е. Репин. Захаровы стали участниками вечеров, которые проходили на репинской даче «Пенаты». В 1922 году Илья Ефимович создал портрет Цецилии. В ноябре 2011 года в Киевском национальном музее русского искусства аукционный дом MacDougall's на предаукционной выставке «Шедевры украинского и русского искусства» оценил этот портрет в 1,4 млн долларов.
В 1921 году Захаровы выехали из Советской России. Цецилия концертировала в Финляндии и Германии, затем в США: Сан-Франциско, Бостон, Чикаго.
Находясь в конце 1920-х годов на гастролях в Шанхае, Борис Захаров сообщил жене, что остаётся в Китае, устав от звёздности жены и вечного аккомпаниаторства. Цецилия уехала на Запад, Борис остался в Китае — работал в Шанхайском музыкальном институте и преподавал фортепиано. Умер в 1943 году.
Цецилия жила в Европе. Участвовала в концертной программе Дня русской культуры (1930). В 1931 году она познакомилась с германским юристом и философом — Германом Фридманом, за которого вышла замуж. В 1933 году, с приходом к власти нацистов, их семья в силу еврейского происхождения Фридмана была вынуждена бежать во Францию. В 1934 году Цецилия дала в Париже концерт в пользу Русской консерватории.
В 1950 году Герману Фридману предложили преподавать философию в Гейдельбергском университете (Германия). Цецилия занималась здесь преподаванием и была профессором Высшей музыкальной школы.
После смерти мужа она перебралась в Лондон, где жила вместе со своей дочерью до своей смерти.
Умерла 24 июля 1989 года, похоронена в Лондоне.

## Интересные факты
- В 1930 году в Париже Цецилия Ганзен выступила с показательным и благотворительным концертами на «электромагнитной» скрипке И. И. Махонина.
- Русский композитор и пианист Н. К. Метнер вместе с Цецилией Ганзен выступал в концерте, состоявшемся 3 ноября 1927 года в Медоне в доме М. Дюпре. Они сыграли Сонату № 2 G-dur, op. 44[10].

Он же сказал:

— Как мне ни грустно констатировать, но Цецилия Ганзен играет лучше Каттерала. Я не знаю, в чём дело, но англичане не могут играть, как русские…